# Dorota Lanton
Dorota Lanton (ur. 4 maja 1969 w Warszawie) – polska aktorka i piosenkarka.

## Życiorys
Absolwentka XV Liceum im. Narcyzy Żmichowskiej w Warszawie. W 1993 ukończyła studia na Wydziale Aktorskim PWSFTviT w Łodzi. Szerszej publiczności znana jest jako Julia – farmaceutka z serialu Klan. Interpretatorka piosenki francuskiej – na koncertach „Miłość w Paryżu” wykonuje w języku francuskim przeboje Edith Piaf, Jacques’a Brela, Yves’a Montanda, Carli Bruni oraz własne piosenki. Jej piosenka „Ma place”, którą śpiewa jako Dorothée Lanton, znalazła się na składance „Weekend in Paris” wśród współczesnych gwiazd piosenki francuskiej. Córka aktorki teatralnej Barbary Lanton. Dwukrotna wicemistrzyni w Żeglarskich Mistrzostwach Polski Aktorów.

## Role teatralne
- 1991: Teatr Studyjny w Łodzi – „Klub kawalerów” – rola Miny, reż. Marek Okopiński
- 1992: Teatr „Powszechny” w Łodzi – „Moralność pani Dulskiej” dyplom PWSFTviT – rola Hesi, reż. Ewa Mirowska
- 1993: Teatr „Nowy” w Łodzi – „Zbrodnie serca” dyplom PWSFTviT – rola Chick Boyle, reż. Marcin Sławiński
- 1993: Teatr Muzyczny „Roma” w Warszawie – musical Ania z Zielonego Wzgórza – rola Ani, reż. Jan Szurmiej
- 1994: Teatr Muzyczny Roma w Warszawie – musical Sztukmistrz z Lublina – rola Halinki, reż. Jan Szurmiej
- 1995: Teatr Kwadrat w Warszawie – Mój przyjaciel Harvey – rola Myrtle Mae Simmons, reż. Marcin Sławiński

### Teatr Telewizji
- 1992: Sąd nad Brzozowskim, reż. Grzegorz Królikiewicz
- 1993: Miazga, reż. Jerzy Markuszewski
- 1993: Kolęda Wigilijna, reż. Robert Gliński
- 2005: Juliusz Cezar, reż. Jan Englert

## Filmografia
- 1979: Wodne dzieci – głos Ellie, reż. Lionek Jeffries
- 1980–2000: Dom – sprzedawczyni, reż. Jan Łomnicki
- 1985: Menadżer – głos Katarzyny, reż. Ryszard Rydzewski
- 1985: Oko proroka czyli Hanusz Bystry i jego przygody – głos Marianeczki, reż. Paweł Komorowski
- 1985: W cieniu nienawiści – głos Ewy, reż. Wojciech Żółtowski
- 1987: Sławna jak Sarajewo – głos Gerdy, reż. Jan Kidawa
- 1988: Zmowa – kelnerka, reż. Jerzy Petelski
- 1988: Dziewczynka z hotelu Excelsior reż. Antoni Krauze
- 1988: Królewskie sny – dwórka Sonki, reż. Grzegorz Warchoł
- 1988–1990: W labiryncie, reż. Paweł Karpiński
- 1989: Gdańsk 39 – podróżna, reż. Zbigniew Kuźmiński
- 1993: Czterdziestolatek. 20 lat później – kasjerka w kasie sejmowej, reż. Jerzy Gruza
- 1993: Pora na czarownice – studentka medycyny, reż. Piotr Łazarkiewicz
- 1993: Wynajmę pokój... – dziewczyna przy barze, reż. Andrzej Titkow
- 1994: Molly – głos Cecylii, reż. Nick Laughland
- 1994: Przygody Joanny – Myszka, reż. Anna Sokołowska
- 1994: Panna z mokrą głową – wieśniaczka w majątku Borowskich, reż. Kazimierz Tarnas
- 1994: Panna z mokrą głową – wieśniaczka w majątku Borowskich (odc. 3 i 6)
- 1995: Pokuszenie – zakonnica, reż. Barbara Sass-Zdort
- 1995: Awantura o Basię – aktorka, reż. Kazimierz Tarnas
- 1996: Awantura o Basię – aktorka (odc. 3-5)
- 1997: Klan – Julia Skirgiełło, reż. Paweł Karpiński
- 1998–2003: Miodowe lata – Script Girl, reż. Maciej Wojtyszko
- 1999–2005: Lokatorzy – Wiesia, reż. Marcin Sławiński
- 2001: Na dobre i na złe – Mariola, reż. Teresa Kotlarczyk
- 2000–2001: Miasteczko, reż. Maciej Wojtyszko
- 2000–2001: Adam i Ewa – Zosia Kowalczyk, reż. Filip Zylber, Haider Rizvi
- 2001–2002: Marzenia do spełnienia – Asia Romska, reż. Magdalena Łazarkiewicz
- 2003: Psie serce – Atos (głos psa), reż. Krzysztof Zalewski
- 2004: Tajemnica kwiatu paproci – Buba (głos), reż. Tadeusz Wilkosz
- 2007: Barwy szczęścia – Ola, reż. Krzysztof Rogala
- 2008: Hela w opałach – Janka, reż. Patrick Yoka

## Dubbing
- 1986: Bolek i Lolek na Dzikim Zachodzie
- 1988–1993: Hrabia Kaczula
- 1990–1994: Widget
- 1990–1998: Świat Bobbiego
- 1992: Opowieści kucyków – Gwiazdka
- 1992: Wyspa Niedźwiedzi
- 1993: Fantometka – Fantometka
- 1994: Młoda Pocahontas
- 1994: Pinokio
- 1994: Dookoła świata z Willym Foggiem
- 1994: Wiedźmy
- 1994: Molly – Cecylia
- 1994: Brat Marnotrawny – Cecily Cardew
- 1994–1995: Aladyn
- 1995: Lord Jim
- 1995: Bobry w akcji
- 1996: Elfy
- 1996: Porucznik Denver
- 1996: Arka Noego
- 1996: Legenda o królu Arturze
- 1996: Dinusie
- 1996: Różowa Pantera
- 1996: Kocie opowieści
- 1996: Szmergiel
- 1996: Bugs Interwiew
- 1996: Dzwonnik z Notre Dame – Esmeralda
- 1996: Simba – Wilczek
- 1994–1996, 2006: Bodzio – mały helikopter – Punia
- 1995–1996, 2004: Noddy – małpka Marta
- 1995–1996: Insektory
- 1994–1996: Przygody Myszki Miki i Kaczora Donalda
- 1996: Parker Levis
- 1996: Przyjaciele
- 1996−1999: Wszystkie psy idą do nieba
- 1994–1996: Przygody Madelaine – Nicole
- 1997: Podróże Guliwera
- 1997: Kosmiczny mecz
- 1997: Starwalker
- 1997: Walter Melon
- 1997: Laboratorium Dextera
- 1997: Spiderman
- 1997: W krainie mlecznych ząbków – główna rola
- 1997: Calineczka – Calineczka
- 1997: Superman – mały Superman i inne role
- 1997: My Little Pony
- 1997: Anastazja – Anastazja
- 1997: Wiek niewinności
- 1995–1997: Freakazoid – Steff
- 1997–1999: Tex Avery przedstawia
- 1998: Eerie, Indiana: Inny wymiar – Gretchen
- 1999: Kajtuś – Kajtuś
- 2000: Batman przyszłości – Dana Tan
- 2000: Marcelino, chleb i wino – Candela
- 2001: Troskliwe misie
- 2001: Pokémon: Film pierwszy – Jessie
- 2001: Pokémon 2: Uwierz w swoją siłę – Jessie
- 2001: Pokémon: Powrót Mewtwo – Jessie
- 2001: Pokémon 3: Zaklęcie Unown – Jessie
- 2003: Wesołe smoki – Hania
- 2004: Martin Tajemniczy – Jenny
- 2004: Atomówki – Wada
- 2004: Johnny Bravo
- 2005: Trollz
- 2000–2006: Pokémon –
  - Jessie,
  - Jessiebelle (odc. 198),
  - Shelly (odc. 299)
- 2006: Jan Paweł II
- 2006: Robinson Cruzoe
- 2006: Cosy Corner
- 2006: Przygody Tomka Sawyera
- 2006–2007: Truskaweczka
- 2007: Sushi Pack
- 2007: Truskawkowe ciasto – Anielski Torcik
- 2008: Dyl Sowizdrzał
- 2008: Delfi i przyjaciele
- 2008: Dinotopia
- 2008: Kraina Elfów – Pulcherina
- 2008: Very fairy Christmas (Spełnione życzenie) – Samanta
- 2008: Lisek Pablo – lisek Pablo
- 2009: Hokus-Pokus-Elfy
- 2009: Bali – Tamara
- 2009: Skradzione Święta, czyli tajemnica Świętego Mikołaja
- 2009: Życie i przygody Świętego Mikołaja (musical) – Pani Mikołajowa
- 2009: Czarodziejska lampa Alladyna – wykonanie piosenki czołówkowej oraz kończącej film
- 2009: Giovanna w krainie snów – Camilla oraz wykonanie piosenki czołówkowej
- 2006–2009: Krówka Mela –
  - Mama Krówka,
  - Babcia Krówka
- 2009: Kirikou i dzikie bestie (musical)
- 2008–2009: Przyjaciele z podwórka (musical) – Hipcia, Kanguś
- 2010: Fix i Foxi – Pam
- 2006–2011: Świnka Peppa – Mama Świnka, George, Babcia Świnka, Madame Gizela
- 2010: Timothy idzie do szkoły – pani Jenkins
- 2010: Marvin (musical) – Diamonds

### Etiudy filmowe PWSFTviT
- 1990: Delilah, reż. Ellen Lande
- 1990: Powrót, reż. A. Franckiewicz
- 1991: Eksperyment, reż. A. Franckiewicz
- 1992: Europa, Europa, Europa, reż. Peter Lemper
- 1993: Dwoje, reż. A. Franckiewicz

### Programy telewizyjne
- 1995: Kabaret Marka Grońskiego – „Kabaret Kolejowy” reż. Barbara Borys-Damięcka
- 1996: Kabaret Marka Grońskiego – „Kabaret Historyczny” reż. Barbara Borys-Damięcka
- 1996: O Wandzie co Niemca nie chciała – rola Wandy, reż. Laco Adamik
- 1997: Podwieczorek przy mikrofonie – wykonanie piosenek: „Pocałuj mnie na pożegnanie”, „To nie twój rejon”
- 1997: Ucieczka od miłości – rola Anny – film z cyklu Decyzja należy do ciebie reż. Krzysztof Rogala
- 2000: Ręce, które leczą – rola pielęgniarki – film z cyklu Decyzja należy do Ciebie reż. Krzysztof Rogala
- 2003: Jedyneczka – prowadząca oraz wykonanie piosenki „Kolory”
- 2003: Bajeczki Jedyneczki – „O Wiośnie” – rola Wiosny
- 2003: Bajeczki Jedyneczki – „Jaś i Małgosia” – rola Małgosi
- 2007: Szopka Noworoczna 2007 – „Szopka Prasłowiańska” – rola Nelli Rokity oraz wykonanie piosenek jako Nelli Rokita, Julia Pitera i Renata Beger, reż. Janusz Zaorski

## Radio i praca muzyczna

### Polskie Radio
- 2004: Kabaret radiowy - Tygodnik Satyryczny KIWI - Stanisława Penksyka
- 2001–2006: Wesoła Blondynka w Parafonii – cykl monologów satyrycznych
- 2008: ZSYP – Nelli Rokita

### Teatr Polskiego Radia
- 2004: Balladyna – rola Aliny, reż. Jan Warenycia
- 2005: Porywacze, reż. Henryk Rozen
- 2005: Źródło – czytanie poezji, reż. Henryk Rozen
- 2008: Śmierć to dobry początek – Anna Janko – rola dziewczyny, reż. Henryk Rozen

### Dyskografia
- 2002: płyta Lanton&Establishment
- 2007: singiel Palec
- 2008: płyta Jak Balsam
- 2009: płyta Weekend in Paris

### Teledyski
- 2007: Dookoła śnieżna zamieć
- 2008: Dookoła śnieżna zamieć – making off
- 2008: Pusto
- 2009: Moje miejsce
- 2009: Ma place